# Resolução 280 do Conselho de Segurança das Nações Unidas
A Resolução 280 do Conselho de Segurança das Nações Unidas aprovada em 19 de maio de 1970, depois de reafirmar suas resoluções anteriores sobre o tema, o Conselho condenou Israel por sua ação militar premeditada em violação de suas obrigações previstas na Carta das Nações Unidas, declarou que tais ataques armados não poderiam mais ser tolerados e que se o Conselho considerasse tomar medidas adequadas e eficazes, etapas de acordo com a Carta. O Conselho também deplorou a perda de vidas e danos à propriedade.
A resolução foi aprovada com 11 votos; Colômbia, Nicarágua, Serra Leoa e os Estados Unidos se abstiveram.